# Luis Lucchetti
Luis Alberto Lucchetti (* 18. November 1902 in La Plata; † 6. August 1990 in Buenos Aires) war ein argentinischer Fechter.

## Erfolge
Luis Lucchetti nahm an drei Olympischen Spielen teil. 1924 in Paris verpasste er in der Einzelkonkurrenz mit dem Degen sowie in den Mannschaftskonkurrenzen mit dem Degen und dem Florett die Finalrunden. Bei den Olympischen Spielen 1928 in Amsterdam nahm er im Mannschaftswettbewerb des Florettfechtens teil. Er erreichte mit der argentinischen Equipe, zu der neben ihm noch Roberto Larraz, Carmelo Camet, Raúl Anganuzzi und sein Bruder Héctor Lucchetti gehörten, die Finalrunde, die vor Belgien und hinter Italien und Frankreich auf dem Bronzerang abgeschlossen wurde. Acht Jahre später in Berlin wurde er mit der Florettmannschaft Siebter, während er mit der Degenmannschaft in der Vorrunde ausschied.